# Symfonie nr. 5 (Matthews)
David Matthews voltooide zijn Symfonie nr. 5 opus 78 in 1999.
Matthews was een aantal jaren de huiscomponist van het kamerorkest Britten Sinfonia, genoemd naar Benjamin Britten, tevens een van zijn muzikale voorbeelden. Aan het eind van die periode verzocht deze Sinfonia om een werk te schrijven om uit te voeren tijdens hun eerste optreden tijdens de BBC Proms van 1999. Zij vroegen om een symfonie. Alhoewel zijn vierde symfonie enig succes had, had hij toch zijn twijfels of een symfonie nog wel bestaansrecht had. Kennelijk was dat wel het geval, want in 2010 ging zijn zevende in première.
Matthews ging er eens voor zitten tijdens een verblijf in oktober 1998 in New Hampshire, de plaats waar Aaron Copland zijn Billy the Kid componeerde. In zijn hoofd zat een klein fragment aan zijn muziek, maar hoe dat om te bouwen tot een symfonie was nog ongewis. Vijf weken later stond de helft van de symfonie op papier. In eerste instantie dacht de componist aan een tweedelig werk; hij had tot dan toe niet “voldaan” aan de klassieke vierdelige structuur van een symfonie. Tijdens het voltooien van het werk, kwam steeds meer naar voren dat dat toch uiteindelijk uit zijn pen zou vloeien. Hijzelf gaf wel toe dat het laatste deel meer een coda is dan een echt deel.

## Delen
1. Allegro energico
2. Presto con fuoco
3. Adagio
4. Molto vivace

Het eerste deel in geschreven in een stijl die veel weg heeft van de sonate in de hoedanigheid thema – tegenthema – coda (in plaats van thema in de pure manier). Deel 2 met haar snelle tempo presto is het scherzo. Deel 3 bevat een canon en is enigszins klaaglijk, verstild van opzet, loom van tempo en voortstuwing. Deel 4 begint energieker met een stukje dat de componist samen met zijn vrouw schreef voor de 70ste verjaardag van de Australische componist, leraar en vriend Peter Sculthorpe, maar allengs verlaat de muziek dat pad.
De eerste uitvoering vond plaats op 17 augustus 1999 door het Britten Sinfonia onder leiding van Nicolas Cleobury in de Royal Albert Hall. Overige werken van die avond waren Wolfang Amadeus Mozarts Praagse en Les Illuminations van Britten gezongen door Ian Bostridge. Na de eerste uitvoering verbreedde de componist de instrumentatie enigszins; hij voegde twee hoorns en een trombone toe; de harp werd verplicht (versie opus 78a).

## Orkestratie
- 2 dwarsfluiten waarvan nummer 2 ook piccolo, 2 hobo’s waarvan nummer 2 ook althobo, 2 klarinetten en 2 fagotten;
- 2 (later 4) hoorns, 2 trompetten, 1 (later 2) trombones, 0 tuba
- 1 man / vrouw percussie voor tamboerijn, diverse soorten bekkens, grote trom en tamtam; eventueel een harp (verplicht in 78a);
- eerste violen, tweede violen, altviolen, celli, contrabassen.

## Discografie
- Uitgave Dutton Vocalion: opus 78a BBC National Orchestra of Wales o.l.v. Martyn Brabbins; een opname uit 2008.